# Demonax quadraticollis
Demonax quadraticollis är en skalbaggsart som beskrevs av Dauber 2003. Demonax quadraticollis ingår i släktet Demonax och familjen långhorningar.
Artens utbredningsområde är Sarawak. Inga underarter finns listade i Catalogue of Life.